# Штрумпфовизија
Штрумпфовизија је пети студијски албум ансамбла Седморица младих, смиксан и сниман у Београду, у студију 6 Радија Београд, а објављен под издавачком лиценцом ПГП РТБ, 1985. године. Текст потписује Зоран Раковић, продуценти су били Љуба Милић и Небојша Данчевић, а на албуму су учестовали и дечји хор Дринка Павловић, Дечји хор Колибри и Биља Крстић. Албум Штрумпфовизија садржи 15 песама и представља позоришну музику за децу.

## Списак песама
1. „Штрумпфови“
2. „Ода смеху“
3. „До-ре-ми“
4. „Штрумпфета“
5. „Хало, хало“
6. „Катастрофа“
7. „Скитница“
8. „Фарма“
9. „Ћао аморе“
10. „Танго“
11. „Штрумфе мој“
12. „Уловио Гурко сома“
13. „Џули“
14. „Каламити Џејн“
15. „Другарство“